# Mistrzostwa Rumunii w rugby union (1942/1943)
Mistrzostwa Rumunii w rugby union 1942/1943 – dwudzieste siódme mistrzostwa Rumunii w rugby union.
Rozgrywki zostały zorganizowane w systemie jesień-wiosna. Mistrza kraju wyłonił dopiero drugi mecz finałowy, w którym Viforul Dacia pokonał Sportul Studențesc 6:3, pierwszy mecz zakończył się bowiem wynikiem remisowym 3:3.